# Jen (An-Š’)
Říše Jen (čínsky pchin-jinem Yān, znaky 燕), plným názvem Velká Jen (čínsky pchin-jinem Dà Yān, znaky 大燕), byl stát založený roku 756 generálem An Lu-šanem, který na severovýchodě Číny povstal proti čínské říši Tchang. An Lu-šanovi povstalci dobyli tchangské hlavní město Luo-jang a nakrátko (v letech 756–757) ovládali i druhou tchangskou metropoli Čchang-an. Vnitřně byl stát Jen slabý, na trůně se vystřídali čtyři císaři: An Lu-šana začátkem roku 757 zavraždili jeho generálové, jeho syna a nástupce, An Čching-süa po dvouleté vládě svrhl jenský generál Š’ S’-ming, kterého roku 761 zabil jeho syn a nástupce Š’ Čchao-i. Po několika letech nerozhodných bojů Tchangové nabrali síly, s pomocí ujgurského expedičního sboru roku 762 podnikli rozhodující útok a následující rok jenský stát zanikl, když poražený Š’ Čchao-i zahynul na útěku a jeho generálové ovládající severovýchod Číny (dnešní Che-pej) byli tchangskou vládou potvrzeni v držení svých regionů.

## Panovníci
| Jméno                        | Jméno    | Jméno                   | Portrét | Narození Úmrtí | Vláda   | Éra vlády                                           |
| posmrtné                     | chrámové | příjmení a osobní jméno | Portrét | Narození Úmrtí | Vláda   | Éra vlády                                           |
| ---------------------------- | -------- | ----------------------- | ------- | -------------- | ------- | --------------------------------------------------- |
| Kuang-lie chuang-ti 光烈皇帝 |          | An Lu-šan (安祿山)      |         | asi 703 – 757  | 756–757 | Šeng-wu (聖武, 756–757)                             |
| Jin-la wang 晋剌王           |          | An Čching-sü (安慶緒)   |         | † 759          | 757–759 | Caj-čchu (載初, 757), Tchien-čcheng (天成, 757–759) |
| Čao-wu chuang-ti 昭武皇帝    |          | Š’ S’-ming (史思明)     |         | 703 – 761      | 759–761 | Jing-tchien (應天, 759), Šun-tchien (順天, 759–761) |
| –                            |          | Š’ Čchao-i (史朝義)     |         | † 763          | 761–763 | Sien-šeng (顯聖, 761-763)                           |